# Fehér gyász
A középkorban feltehetően  még általánosnak számított a fehér gyászviselet, amely mára már csak néhány vidéken maradt fenn; így az Ormánságban, Csökölyön, vagy a Sárköz vidékén. 

## Története
A régi időkben a fehér szín, a kender- és lenvászon leplek természetes sárgásfehér, vagy fehérített színe a gyász színe volt, mely egyben a lélek tisztaságát, ártatlanságát jelképezte, ezért vált az egyházi hierarchia csúcsán álló pápa színévé is. Ebben az értelmezésben kapott helyet később a fehér szín a középkorban és a későbbiekben legtovább a szlávoknál – ahol a halál jelképe is a „fehér asszony” volt –, a bizánci udvarban és később a francia udvarban is, ahol ugyancsak fehér színbe öltöztek a megözvegyült királynék, elnyerve ezzel a "fehér királyné" elnevezést.
Nyomokban Európa más népeinél is sokáig szokásban volt, hogy a gyermekeket, hajadonokat, fiatalasszonyokat fehérbe öltözve gyászolták.

## A fehér mint a gyász színe Magyarországon
Hazánkban a fehér gyász főleg Dél- és Nyugat-Dunántúlon volt legtovább szokásban. 
Somogy vármegyében, az Ormánság területén az idősödő asszonyok egyre inkább elhagyták a fiatalabb korukban használt színeket, végül már csak fehérben jártak. Bátky Zsigmond gyűjtése szerint az 1800-as években még a Sárközben, Hetésen is általánosan használt volt a gyász színére a fehér szín. A Bőközben például gyász esetén a fiatalasszonyok is fehérre cserélték le színes főkötőiket, pruszlikjaikat, kötényeiket, és csak a férfiak kalapja maradhatott fekete színű. Ez az általános fehér gyász szín emlékként a Torockói asszonyok fehér öltözetében máig fennmaradt.
Ugyancsak a fehér gyász egyik hazai változata a természetes színű, fehérítetlen vásznak mellett a sáfránnyal sárgított vászonruha is, mely a Dél Dunántúlon, Csökölyön még a 19. század végén is szokásban volt. Az itteni fehér gyászruha blúzból, alsó-, felső szoknyából, kötényből, váll- és fejkendőből, félrevetőből, valamint a fejfedőt fogó pántból a kászliból állt. Az itteni idős emberek ruháját, halotti ravatalát és a gyászruhát is sáfránnyal sárgították. Az ehhez szükséges sáfrányt a 15–16. században hazánkban is több helyen termesztették, később azonban már csak a felvidéki vándorárusok portékájaként juthatott hozzá a dunántúli parasztság. Érsekcsanádon ez a szokás még a 20. század elején is szokásban volt; itt még ekkor is sáfrányos ravatalon, sáfránnyal sárgított halotti ruhába öltöztették az idős embereket.